# Erich Schreiner
Erich Schreiner (ur. 26 czerwca 1950 w Wiedniu) – austriacki przedsiębiorca i polityk, parlamentarzysta krajowy, deputowany do Parlamentu Europejskiego IV kadencji.

## Życiorys
Kształcił się na uniwersytecie rolniczym BOKU w Wiedniu, w 1977 został absolwentem Uniwersytetu Ekonomicznego w Wiedniu. W 2012 ukończył studia doktoranckie w Bratysławie. Od 1977 zawodowo związany z branżą doradczą, od 1982 praktykował jako doradca podatkowy.
Działacz Wolnościowej Partii Austrii (FPÖ). Od 1980 do 1991 był radnym w Langenlois. Pełnił funkcje przewodniczącego partii w powiecie Krems, od 1990 był wiceprzewodniczącym FPÖ w Dolnej Austrii. Pomiędzy 1990 a 1998 sprawował mandat posła do Rady Narodowej w okresie trzech kadencji. W latach 1995–1996 był eurodeputowanym IV kadencji w ramach delegacji krajowej. Pod koniec lat 90. wycofał się z działalności politycznej, powrócił do pracy w sektorze prywatnym.